# Acronychia pedunculata
Acronychia pedunculata es una especie de arbusto perteneciente a la familia de las rutáceas.

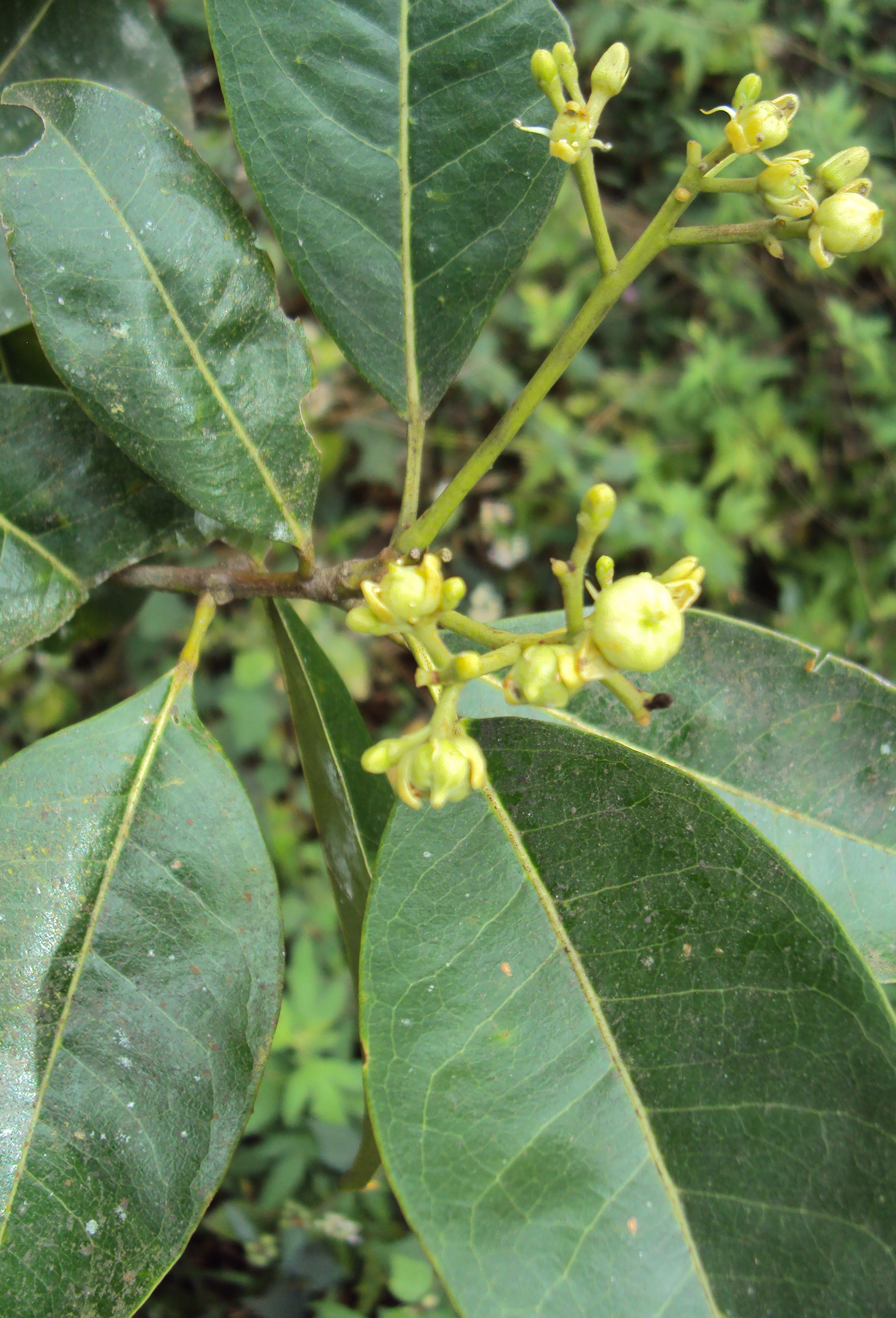
Vista de la planta

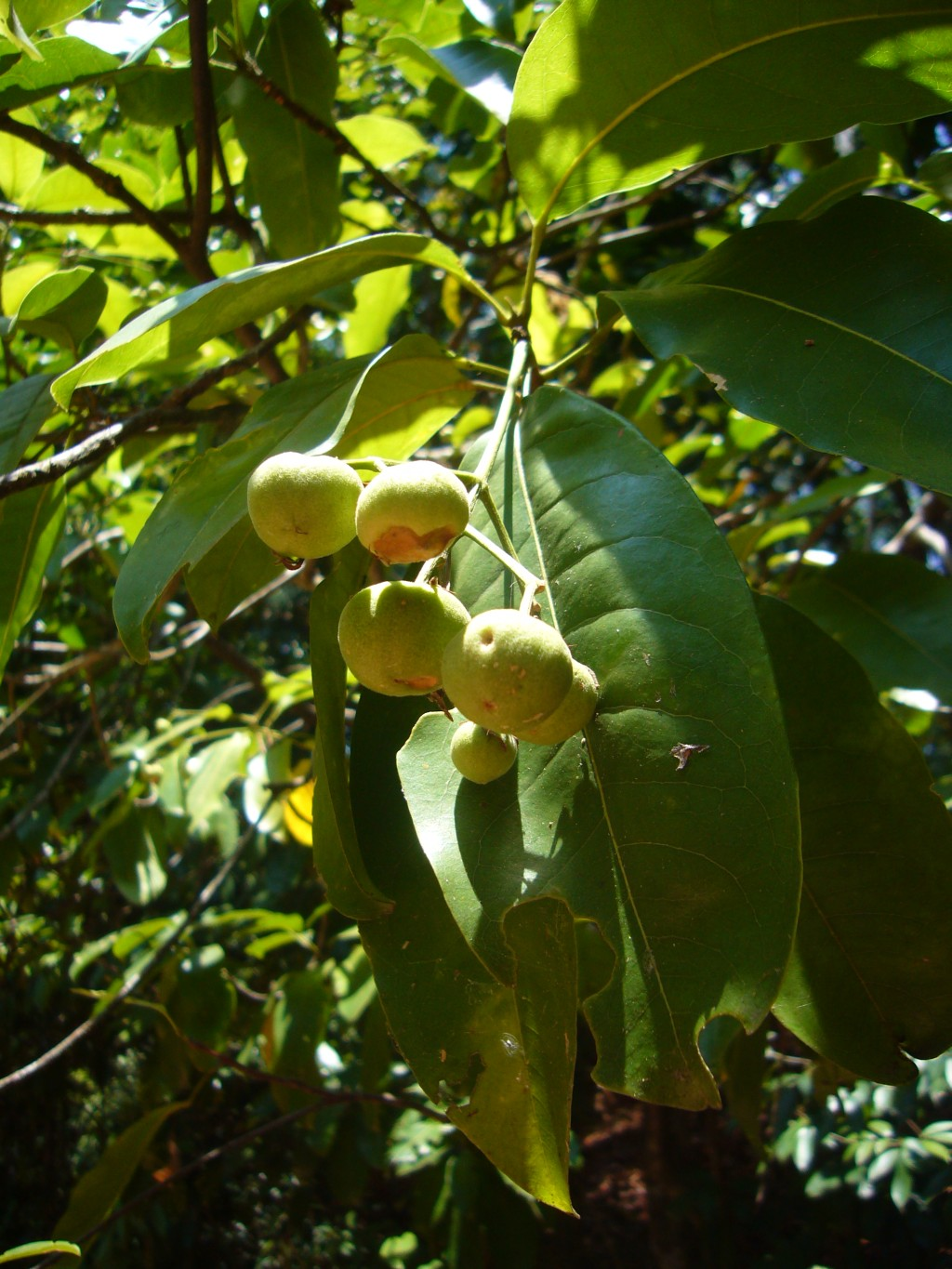
Frutos

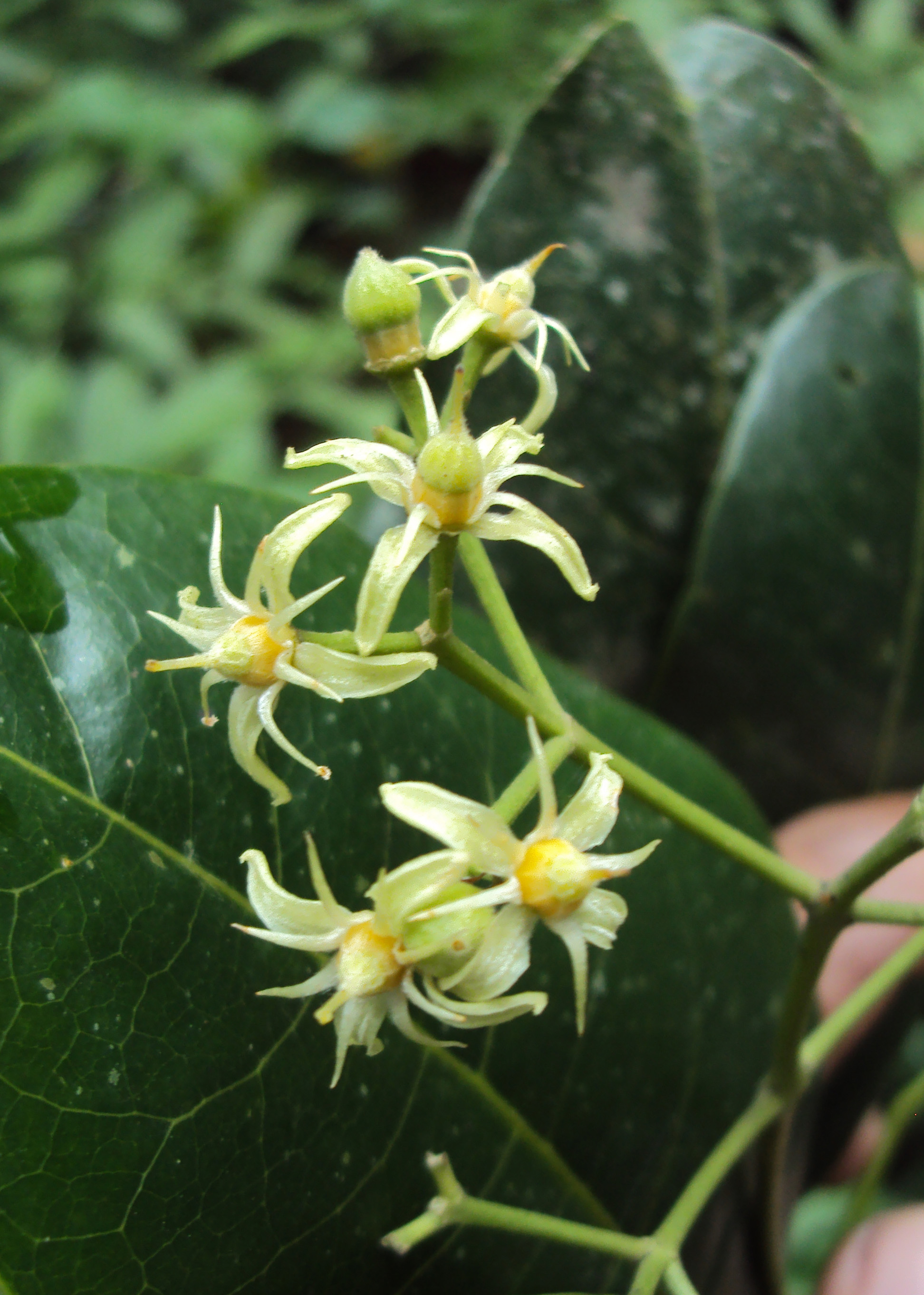
Flores

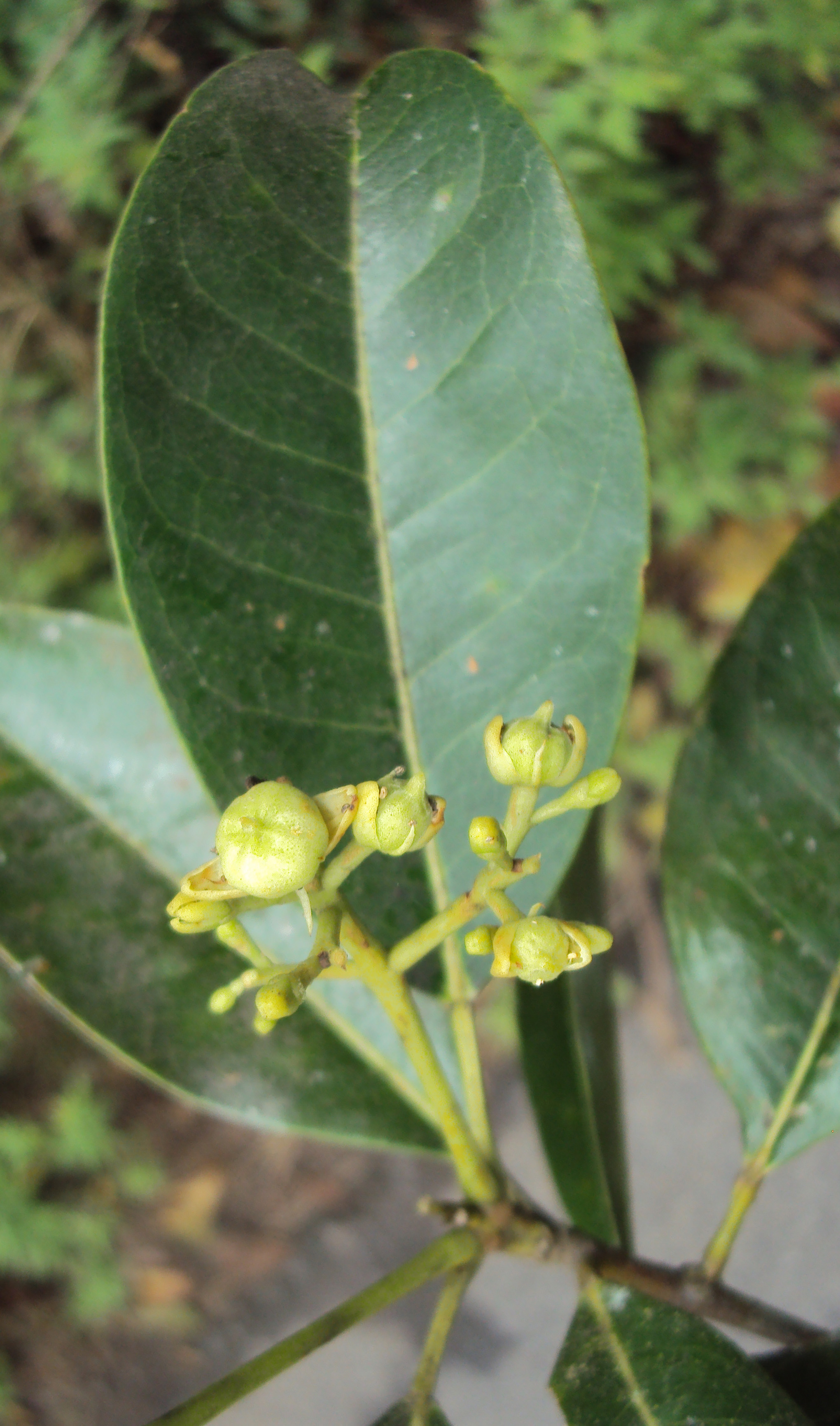
Detalle de la hoja

## Descripción
Es un gran arbusto o pequeño árbol del sotobosque, que se encuentra en lagunas y márgenes de las tierras bajas y los bosques de montaña tropicales de Asia tropical. Tiene las hojas elípticas a subolongadas, a menudo con base cónica. Las ramas más o menos angulares, glabras. Las flores de color blanco verdoso; en panículas corimbosas, de 14 mm en inflorescencias de 4 a 24 cm  de ancho.  Los frutos son drupas de color crema a marrón amarillas, ligeramente inclinadas,  con una punta corta apiculada. Las hojas y frutos, y  otras partes de la planta, contienen aceites aromáticos con un aroma resinoso. En Sri Lanka, el tiempo de floración es de febrero a abril y julio-agosto.

## Distribución
Se distribuye por Asia meridional y sudoriental desde la India y Sri Lanka, al sur de China y Taiwán e Indonesia y Papua Nueva Guinea.

## Usos
Los extractos de sus hojas, corteza, tallos y frutos se utilizan ampliamente en aplicaciones de base de plantas medicinales contra el herpes, la sarna y las infecciones intestinales, debido a sus propiedades antifúngicas y antimicrobianas. Contiene aceites aromáticos esenciales, que se utilizan en China para la fabricación de perfumes. El fruto maduro es comestible y tiene un sabor ácido dulce. Los frutos verdes son astringentes con sabor resinoso. Las raíces se utilizan como veneno para peces en el sur de Vietnam.
En la India la madera se utiliza para tallar, en postes, construcción de casas y la hace el carbón de leña preferido por los orfebres. Y las hojas tiernas se utilizan en ensaladas y como condimento.

## Taxonomía
Acronychia pedunculata fue descrita por (Linneo) Miq. y publicado en Flora van Nederlandsch Indie, Eerste Bijvoegsel 532, en el año 1861.
Etimología
Acronychia: nombre genérico que deriva de las palabras griegas akros (punta) y ónix (garra), en referencia a los pétalos, que normalmente están conectados adaxialmente en el ápice.
pedunculata: epíteto latíno que significa "con pedúnculo"
Sinonimia
| - Acronychia apiculata Miq. - Acronychia arborea Blume - Acronychia barberi Gamble - Acronychia elliptica Merr. & L.M.Perry - Acronychia laurifolia Blume - Acronychia resinosa (Lour.) J.R.Forst. ex Crevost & Lemari - Clausena simplicifolia Dalzell - Cyminosma ankenda Gaertn. - Cyminosma chinensis G.Don - Cyminosma pedunculata (L.) Roxb. - Cyminosma pedunculata (L.) DC. - Cyminosma resinosa DC. - Doerrienia malabarica Dennst. - Gela lanceolata Lour. - Jambolifera arborea (Blume) Zoll. & Moritzi - Jambolifera pedunculata L. basónimo - Jambolifera resinosa Lour. - Jambolifera rezinosa Lour. - Laxmannia ankenda Raeusch. - Melicope conferta Blanco - Paronychia arborea Walp. - Paronychia laurifolia Walp. - Selas lanceolatum (Lour.) Spreng. - Ximenia lanceolata (Lour.) DC. |